# Loi Marthe Richard
Lire en ligne

Loi sur Légifrance et Fac-similé

La loi du 13 avril 1946 tendant à la fermeture des maisons de tolérance et au renforcement de la lutte contre le proxénétisme, dite loi Marthe-Richard, abolit le régime de la prostitution réglementée en France depuis 1804. Elle impose la fermeture des maisons closes (« maisons de tolérance »). La loi porte le nom de Marthe Richard, alors qu'elle est conseillère municipale de Paris et non parlementaire. La loi bénéficie du climat ambiant, la plupart des tenanciers proxénètes étant considérés comme impliqués dans la collaboration durant la Seconde Guerre mondiale et l'occupation allemande.

## Genèse de la loi
Marthe Richard, élue conseillère dans le 4e arrondissement de Paris, dépose le 13 décembre 1945 devant le Conseil municipal de Paris un projet pour la fermeture des maisons closes. Dans son discours, elle ne s’en prend pas tant aux prostituées qu’à la société, responsable selon elle de la  et à la mafia, qui bénéficie de la prostitution réglementarisée ; le propos permet aussi de rappeler que le milieu de la prostitution s'est compromis avec l’Occupant pendant la guerre. Sa proposition est votée et le 20 décembre 1945, le préfet de police Charles Luizet décide de fermer sans préavis les 190 maisons du département de la Seine dans les 3 mois (au plus tard le 15 mars 1946, date qu'a fixée le conseil municipal).
Encouragée par cette décision, Marthe Richard commence une campagne de presse pour le vote d'une loi généralisant ces mesures à toute la France. Elle est soutenue par le Cartel d'action sociale et morale ainsi que par le ministre de la Santé publique et de la Population Robert Prigent. 
Le 9 avril 1946, le député Marcel Roclore présente le rapport de la Commission de la famille, de la population et de la santé publique, et conclut à la nécessité de la fermeture. Le député Pierre Dominjon, membre du Cartel d'action sociale et morale, dépose une proposition de loi dans ce sens qui est votée le 13 avril 1946 à la chambre des députés. La fermeture des maisons closes est appliquée à partir du 6 novembre 1946. Retirant les autorisations administratives sans indemnisations aux tenanciers, la loi marque la fin du sanitarisme et le passage d'une politique réglementariste à une politique abolitionniste.

## Conséquences
Après l'adoption de la loi, Marthe Richard s'assure que l'on vote bien l'article 5 du texte qui prévoit la suppression du fichier national de la prostitution, dans lequel elle est encore fichée. Ce fichage policier est remplacé par un fichier sanitaire et social de la prostitution (loi du 24 avril 1946) dans le but de « dépister les prostituées vénériennes voulant se dérober au traitement de leur maladie » mais cette déclaration non coercitive à l'action sanitaire et sociale est peu appliquée et disparaît le 28 juillet 1960, date de la ratification française de la convention des Nations unies du 2 décembre 1949 pour la répression de la traite des êtres humains et de l'exploitation de la prostitution d'autrui (ratification tardive à cause du maintien des bordels dans son empire colonial). 
Cette loi vaut à Marthe Richard le surnom de « veuve qui clôt » par référence au  champagne Veuve Clicquot.
Environ 1 400 établissements sont fermés, dont 195 à Paris (177 établissements officiels) : les plus connus comme le Chabanais, le Sphinx, La Rue des Moulins, le One-two-two mais aussi les sinistres maisons d’abattage comme le Fourcy et le Charbo….
Cette loi fait d'abord sourire la brigade mondaine du 3e étage du 36, quai des Orfèvres puisqu'elle émane de Marthe Richard, qui fut elle-même une prostituée jusqu'aux alentours de 1915, quand elle désire faire table rase de son passé de prostituée ; par la suite, la police la voit d'un mauvais œil car elle risque de la priver de ses sources de renseignement que sont ces prostituées. La prostitution étant alors une activité libre, seules sont interdites par la loi son organisation et son exploitation – le proxénétisme – et ses manifestations visibles, ainsi que le délit de racolage, mais la police continue de tolérer les maisons de débauche. Beaucoup de tenanciers de maisons closes se reconvertissent ainsi en propriétaires d'hôtels de passe clandestins qui se concentrent essentiellement aux alentours des casernes militaires françaises et américaines ainsi que dans les grandes villes. Enfin, alors que la loi prévoit de recueillir les prostituées dans des « centres d'accueil et de reclassement », ces dernières souvent démunies sont réduites à poursuivre leur activité de manière clandestine, dépourvues de statut, ce qui peut les abandonner à la sauvagerie et aux rapports de force.
En août 1973, Jacqueline Treppler crée une association de prostituées, « Les petites sœurs des cœurs », qui propose la création d'une chaîne d'Eros center, sur le modèle allemand, pour décriminaliser le métier. Elle reçoit l'appui de « Marthe Richard, qui, renonçant à la bataille qu'elle a, pendant vingt-cinq ans, menée pour la fermeture des « maisons », a déclaré être favorable à une révision de « sa » loi ».

## Dans la fiction
En 1965, le film Les Bons Vivants met en scène en trois sketchs les conséquences de la loi Marthe Richard sur l'ancien personnel des maisons closes. Le ton humoristique participe d'une critique de la loi, quoique teinté d'une certaine nostalgie.
Dans le premier roman de Ian Fleming mettant en scène James Bond, Casino Royale, le trésorier soviétique Le Chiffre cherche à se refaire au jeu après avoir perdu son investissement dans un réseau de maisons closes à la suite du passage de cette loi.